# Blattella parenthesis
Blattella parenthesis är en kackerlacksart som först beskrevs av Gerstaecker 1883.  Blattella parenthesis ingår i släktet Blattella och familjen småkackerlackor. Inga underarter finns listade.